# Siseme saturata
Siseme saturata är en fjärilsart som beskrevs av Otto Thieme 1907. Siseme saturata ingår i släktet Siseme och familjen Riodinidae. Inga underarter finns listade i Catalogue of Life.